# Maria Teresa Scrilli
Maria Teresa Scrilli (ur. 15 maja 1825 w Montevarchi, zm. 14 listopada 1889 we Florencji) – założycielka Karmelitanek Instytutu Naszej Pani z Karmelu, błogosławiona Kościoła katolickiego.

## Życiorys
Urodziła się w zamożnej rodzinie. Jak sama wspominała — matka nie okazywała jej czułości, dlatego też dziecięce pragnienie miłości odnalazła w Matce Świętej, którą nazywała „swoją najdroższą Matką”. W młodości poważnie zachorowała i przez dwa lata leżała w łóżku. Została uzdrowiona za wstawiennictwem św. Florencjusza. 
Pomimo sprzeciwu swojego ojca w 1846 wstąpiła do karmelitanek we Florencji, jednak po kilku miesiącach wróciła do domu. Odkryła bowiem, że życie w zakonie klauzulowym nie jest jej powołaniem. Chciała pracować przy edukacji dzieci, zwłaszcza dziewcząt. Przystąpiła do Świeckiego Zakonu Karmelitańskiego przy klasztorze Karmelitów Bosych p.w. św. Paulina we Florencji.
8 października 2006 została beatyfikowana przez papieża Benedykta XVI.
Wspomnienie liturgiczne błogosławionej przypada 13 listopada.